# Pinsens Kirke i Łódź
51°46′34″N 19°27′19″Ø / 51.77611°N 19.45528°Ø
Pinsens kirke (polsk Kościół p. w. Zesłania Ducha Świętego) er en katolsk kirke som ligger ved Frihedspladsen og selve begyndelsen af Piotrkowska-gaden i Łódź. Sammen med det klassicistiske rådhus udgør den, den nordlige indgangsport mod Piotrkowska-gaden.
Kirken, som er en af de første repræsentative bygninger i Łódź, blev bygget i klassicistisk stil i årene 1827-1828 efter tegninger af Bonifacy Witkowski. Den var oprindeligt den første evangeliske kirke i byen og var viet til Treenigheden (deraf det tidligere navn "Treenighedskirken"). I årene 1889-1892 blev den fuldstændig ombygget i neorenæssance efter tegninger af Otto Gehlig. Den fik en ny grundplan som et græsk kors, og en stor kuppel omgivet af seks småtårn.
Efter 2. verdenskrig blev kirken overgivet til et romersk-katolsk sogn i byområdet, og blev indviet som katolsk kirke den 1. januar 1945. Sognet er viet til Pinsen, og deraf navnet "Pinsens kirke".

## Eksterne link
- Wikimedia Commons har flere filer relateret til Pinsens Kirke i Łódź